# معلومات كاملة

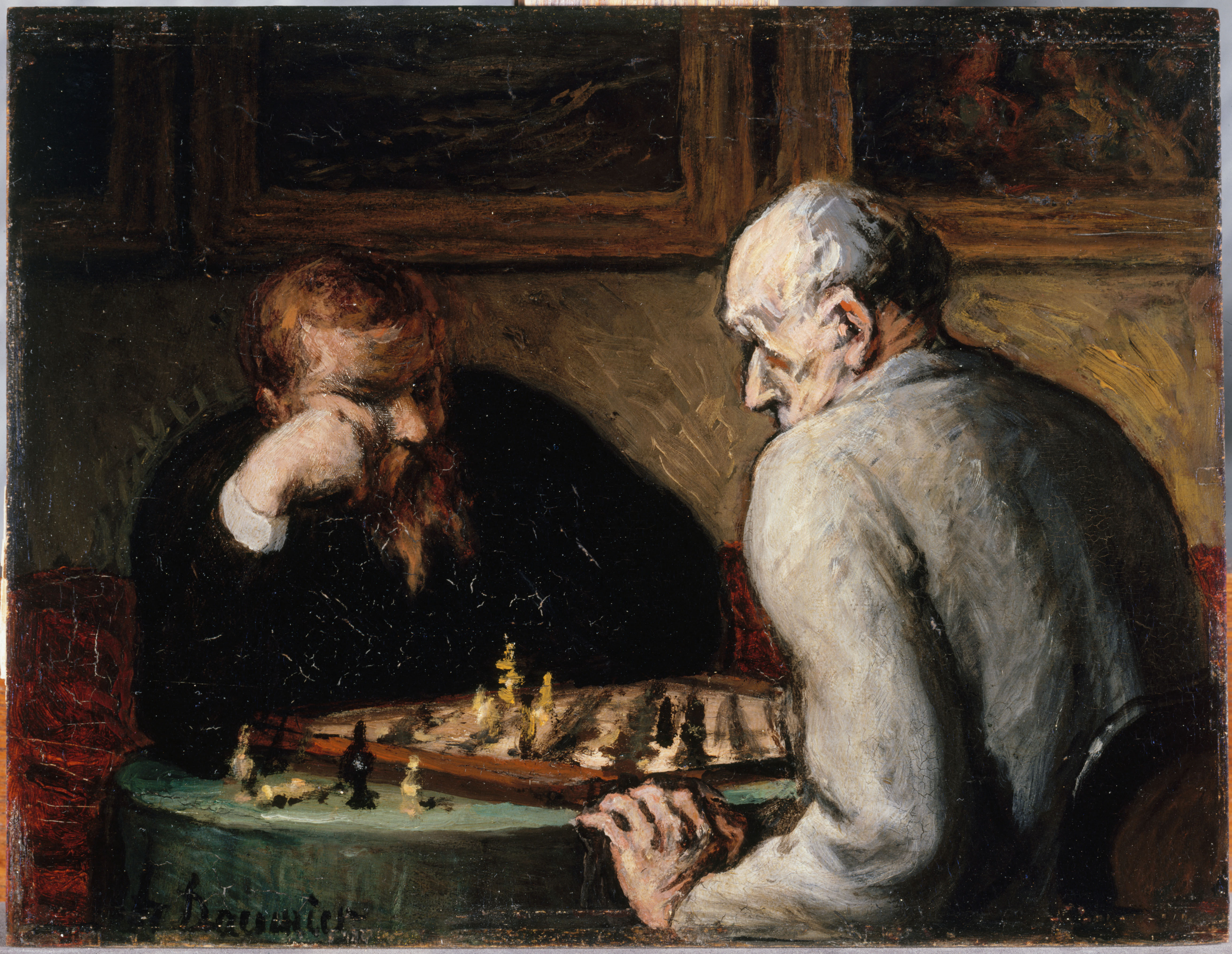

في نظرية الألعاب نقول عن لعبة ما أن لها معلومات كاملة إذا كان جميع اللاعبين في حالة معرفة لكل التحركات التي حدثت.
الشطرنج هو أحد الأمثلة على لعبة بمعلومات كاملة، حيث أن كل لاعب يستطيع أن يرى كل من القطع على لوح الشطرنج في جميع الأوقات. ومن الأمثلة الأخرى لألعاب مثالية تشمل لعبة تيك تاك توو غو.تمثل الألعاب ذات المعلومات الكاملة مجموعة فرعية صغيرة من الألعاب. ألعاب البطاقات حيث أن لكل لاعب بطاقات مخفية عن اللاعبين الآخرين هي مثال عن الألعاب بمعلومات المنقوصة.